# 施士安
施士安（1694年—1749年），名慶，譜名若齊，字伯欽，是施世榜長子，娶有蔡氏、王氏。他曾在新埔庄（今彰化和美鎮）開墾福馬圳一帶土地，為當地業主。又曾於乾隆二年（1737年）捐修鳳山縣文廟（一說是其父要他捐建），於乾隆五年（1740年）捐學田與學粟給府城海東書院。
此外乾隆元年（1736年）時，他與祝萬年、張方高等仕紳請命，得皇帝准允今後臺灣四縣丁銀從四錢七分（加上火耗為五錢多）比照中國大陸各地降為二錢。乾隆五年（1740年）二月時與其他臺灣仕紳為巡臺御史諾穆布立「諾公穆布甘棠遺愛碑記」，同年九月十三日與其他臺灣舉人、貢生聯名請臺灣道劉良璧修志，隔年獲得省方同意，即《重修福建臺灣府志》，後來施士安與生員翁昌齡一同擔任修志的監刻職務。